# Тудор Владимиреску (Аврамени)
Тудор Владимиреску (рум. Tudor Vladimirescu) насеље је у Румунији у округу Ботошани у општини Аврамени. Oпштина се налази на надморској висини од 206 m.

## Становништво
Према подацима из 2002. године у насељу је живело 835 становника, од којих су сви румунске националности.